# Pseudanuretes fedderni
Pseudanuretes fedderni är en kräftdjursart som först beskrevs av Price 1966.  Pseudanuretes fedderni ingår i släktet Pseudanuretes och familjen Caligidae. Inga underarter finns listade i Catalogue of Life.